# Ken Hutchison
Pour les articles homonymes, voir Hutchison.
Ken Hutchison, né le 24 novembre 1948 à Leslie, dans le Fife, en Écosse et mort le 9 août 2021 à Londres, est un acteur britannique.

## Biographie
Ken Hutchison est un acteur de genre spécialisé dans les rôles de méchants. Il est surtout connu pour ses rôles dans Les Chiens de paille (1971), La Colère de Dieu (1972) et Ladyhawke, la femme de la nuit (1985).

## Filmographie

### Cinéma
- 1971 : Les Chiens de paille : Norman Scutt
- 1972 : La Colère de Dieu : Emmet Keogh
- 1975 : Mortelle rencontre (Deadly Strangers) de Sidney Hayers
- 1982 : Gandhi : le sergent de police
- 1985 : Ladyhawke, la femme de la nuit : Marquet

### Télévision
- 1969 : Z-Cars (série télévisée, 2 épisodes) : Dennis Knowles
- 1971 : La Grande Aventure de James Onedin (The Onedin Line) de Cyril Abraham : Matt Harvey
- 1972 : Arthur, roi des Celtes (série télévisée, saison 1 épisode 3) : Gauvain
- 1974 : Poigne de fer et séduction (série télévisée, saison 2 épisode 18) : Mark Jenner
- 1975 : Regan (série télévisée, saison 2 épisode 9) : Vincent Vaughan
- 1977 : Cosmos 1999 (série télévisée, saison 2 épisode 20) : Greg Sanderson
- 1978 : Les Hauts de Hurlevent (Wuthering Heights) d'après Emily Brontë (série télévisée BBC, 5 épisodes) : Heathcliff
- 1979 : À l'Ouest, rien de nouveau (téléfilm) : Hammacher
- 1981 : Masada (mini-série) : Fronto
- 1993 : Taggart (série télévisée, saison 9 épisode 1) : George Donaldson
- 1994 : Casualty (série télévisée, saison 9 épisode 13) : M. Draper
- 1990-1999 : The Bill (série télévisée, 5 épisodes) : plusieurs rôles